# Terry Campese
Pour les articles homonymes, voir Campese.

a Compétitions nationales et continentales officielles uniquement.

b Matchs officiels uniquement.
Terry Campese (né le 4 août 1984 à Queanbeyan, Nouvelle-Galles du Sud) est un joueur australien de rugby à XIII qui évolue au sein des Canberra Raiders dans le championnat de la National Rugby League. International australien et sélectionné pour la Nouvelle-Galles du Sud, ce demi d'ouverture est le neveu de l'ancien international australien de rugby à XV, David Campese. Il fait ses débuts dans le monde professionnel en 2004.

## Biographie
La carrière de ce joueur est marquée par une tragédie sportive; lors d'un match avec l'équipe nationale d'Australie en 2008, à la suite d'une blessure, il perd la vue pendant 40 minutes, ce qui l’empêche ensuite de continuer à disputer le tournoi, mais lui ferme également définitivement la porte de la sélection des Kangaroos. Il quitte alors la NRL en 2014, pour rejoindre la Superleague en Angleterre. Il manque également de passer à XV, contacté par l'entraineur néo-zélandais du XV d'Italie, John Kirwan, mais il décline son offre car il est engagé contractuellement avec les Raiders de Canberra.
Sa sélection en 2017 dans l'équipe d'Italie de rugby à XIII lui assure  une forme de rédemption et lui permet de renouer avec ses ascendances italiennes, puisque son grand-père était italien.